# 天津市人力资源和社会保障局
天津市人力资源和社会保障局是中华人民共和国天津市人民政府主管全市人力资源和社会保障工作的组成部門。

## 组织机构
- 办公室
- 政策法规处
- 专业技术人员管理处
- 公务员管理处
- 人才流动开发处
- 天津市外国专家局
- 天津市公务员局
- 计划综合处
- 工资福利与退休处
- 教育培训处
- 军官转业安置处
- 人事处
- 驻局监察室
- 人事争议仲裁处[2]

## 直属单位
- 中国北方人才市场
- 天津市人才考评中心
- 天津市留学服务中心
- 天津市海外人才服务中心
- 天津市人事人才信息中心
- 天津市自主择业军队转业干部办公室
- 天津市军队转业干部培训与接待中心[3]